# Liste der Kulturdenkmäler in Stein-Wingert
In der Liste der Kulturdenkmäler in Stein-Wingert sind alle Kulturdenkmäler in den Ortsteilen Alhausen und Stein der rheinland-pfälzischen Ortsgemeinde Stein-Wingert aufgeführt. In den Ortsteilen Altburg und Wingert sind keine Kulturdenkmäler ausgewiesen. Grundlage ist die Denkmalliste des Landes Rheinland-Pfalz (Stand: 21. Dezember 2021).

## Denkmalzonen
| Bezeichnung             | Lage                                  | Baujahr                                    | Beschreibung | Bild            |
| ----------------------- | ------------------------------------- | ------------------------------------------ | --- | --------------- |
| Denkmalzone Hauptstraße | Alhausen, Hauptstraße 38, 40, 41 Lage | ab der zweiten Hälfte des 17. Jahrhunderts | Gruppe aus drei Gehöften mit gut erhaltenem Sichtfachwerk, Nr. 38 und 41 Quereinhäuser, Nr. 40 ein Streuhof (um 1800) | Fotos hochladen |

## Einzeldenkmäler
| Bezeichnung   | Lage                             | Baujahr                                       | Beschreibung | Bild                           |
| ------------- | -------------------------------- | --------------------------------------------- | --- | ------------------------------ |
| Quereinhaus   | Alhausen, Hauptstraße 41 Lage    | zweite Hälfte des 17. Jahrhunderts            | Quereinhaus, bezeichnet 1782, teilweise Ständerbauweise, zweite Hälfte des 17. Jahrhunderts, heutiger Wirtschaftsteil wohl aus dem 18. Jahrhundert | Fotos hochladen                |
| Brücke        | Stein, Hauptstraße Lage          | Mitte oder zweite Hälfte des 19. Jahrhunderts | dreibogige Steinbrücke über die Nister, Mitte oder zweite Hälfte des 19. Jahrhunderts                                                              | weitere Bilder Fotos hochladen |
| Scheune       | Stein, Hauptstraße 30 Lage       | 18. Jahrhundert                               | ein-, teilweise zweigeschossige Fachwerkscheune, 18. Jahrhundert                                                                                   | Fotos hochladen                |
| Mühlentechnik | Stein, Mühlenweg, in Nr. 10 Lage | um 1945                                       | Mühlentechnik, um 1945, in verändertem Mühlenkomplex                                                                                               | BW                             |